# Lanzenkirchen
Lanzenkirchen est une commune autrichienne du district de Wiener Neustadt-Land en Basse-Autriche.

## Géographie
Lanzenkirchen est la localité sur le territoire de laquelle se trouve le château de Frohsdorf.
Lanzenkirchen se trouve à environ 50 km au sud de Vienne et à une quinzaine de kilomètres de la frontière hongroise.
Lanzenkirchen comptait au 1er janvier 2018, 3983 habitants.

## Histoire
Dans le cimetière repose Johann Loschek, valet de chambre de Rodolphe d'Autriche, Il se trouvait à Mayerling lorsque le prince mourut avec sa maîtresse.